# Peg Entwistle

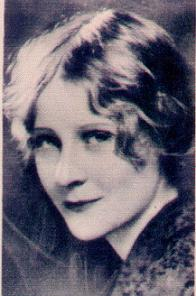
Peg Entwistle

Millicent Lilian (Peg) Entwistle (Port Talbot, 5 februari 1908 - Hollywood, 16 september 1932) was een Britse toneelspeelster en aan het eind van haar leven filmactrice in Hollywood.
Hoewel Entwistle geboren was in Wales, verhuisde het gezin al snel naar Londen, waar ze haar jongste jaren doorbracht. Ze groeide daar op in de chique wijk Kensington.
Al op jonge leeftijd had ze veel interesse in acteren en bedacht voor zichzelf de naam 'Peg', omdat ze dat minder stijf vond klinken dan haar echte naam, Millicent.
In maart 1916 besloot de vader van Peg, de acteur Robert Entwistle, met zijn gehele gezin te emigreren naar New York. Ze maakten de overtocht met de oom en aangetrouwde tante van Peg, die ook hun geluk in New York wilden beproeven. De vader kwam in 1922 om het leven toen hij werd aangereden, en de 15-jarige Peg werd kwam onder de hoede van haar oom Harold Entwistle.
Na veel kleine rolletjes te hebben gespeeld belandde Peg Entwistle in 1925 in Boston, waar ze iets meer naam kreeg. Nog hetzelfde jaar keerde ze terug naar New York, waar ze een rol kreeg op Broadway, in Shakespeares Hamlet. Snel daarna kreeg ze ook een rol als Hedwig in Henrik Ibsens De wilde eend.
In juni 1926 sloot ze zich aan bij de New York Theatre Guild. Bij dit gezelschap stond ze in diverse stukken, zoals The Man from Toronto van Douglas Murray, waarin ze Martha speelde. In 1927 speelde ze voor het eerst in een langer durende productie, Tommy. In deze voorstelling trad ze 232 keer op.
1927 was ook het jaar waarin ze in het huwelijk trad met mede-acteur Robert Keith. Het jaar leek voor haar niet op te kunnen, maar toen besloot ze te spelen in het stuk The Uninvited Guest. Het werd door alle recensenten neergesabeld, maar die waren wel unaniem: het stuk was een flop, maar Peg Entwistle wist zich er erg goed in overeind te houden. Zij was het enige lovende aan het toneelstuk. Hoewel de kritiek niet Entwistles acteerprestaties betrof trok ze zich de kritiek op het stuk waarin ze speelde persoonlijk aan.
In 1932 werd Peg Entwistle naar Hollywood gehaald door enkele producenten die dachten dat zij de nieuwe grote filmster kon worden. Toch wilde ze haar toneelloopbaan niet opgeven en stond ze in Hollywood in het stuk The Mad Hopes. Zowel het stuk als de prestaties van Entwistle werden door de critici met gejuich ontvangen. Haar filmdebuut maakte ze niet snel daarna in Thirteen Women. Deze film werd echter een complete mislukking. Het duurde ook vrij lang voordat hij in de bioscopen terechtkwam omdat de producenten hem te slecht vonden. Er werd ook behoorlijk in de film geknipt om deze toonbaar te maken. Voor Entwistle was dit een zware klap. Ze had zich geheel geconcentreerd op haar filmloopbaan en deze gebeurtenis gaf haar zelfvertrouwen een flinke deuk.

## Zelfmoord
Entwistle pleegde op 24-jarige leeftijd zelfmoord; ze sprong van de letter 'H' die deel uitmaakt van de bekende 'Hollywood'-letters in de bergen bij Hollywood. Haar lichaam werd pas twee dagen later gevonden in het onder de letters gelegen ravijn.
De oom van Entwistle gaf daags nadat ze was gevonden een verklaring aan de pers. Op de dag van haar zelfverkozen dood had Entwistle tegen hem gezegd dat ze even naar de apotheek ging omdat ze zich niet goed voelde en dat ze daarna een vriendin zou bezoeken. In werkelijkheid liep ze naar de Hollywoodletters, waar ze achter de letter 'H' haar jas, schoenen en haar handtas met daarin een zelfmoordbriefje achterliet. Vervolgens is ze met een ladder van een bouwvakker die aan de letters reparaties moest uitvoeren boven op de 'H' geklauterd en is ze haar dood tegemoet gesprongen. Vreemd genoeg stond de ladder daar onbeheerd en heeft niemand het incident zien gebeuren.
In het zelfmoordbriefje stond: "Ik ben bang, ik ben een lafaard, ik heb spijt van alles. Als ik dit eerder had gedaan had ik mezelf een hoop ellende bespaard. P.E."
Volgens haar oom had ze bewust ervoor gekozen om van de Hollywoodletters te springen als symbolische daad, omdat ze zich door de filmindustrie verraden voelde.
Op de dag dat Entwistle dood werd gevonden kreeg de oom een brief onder ogen die bij de post zat en aan haar geadresseerd was. Ze had een grote rol gekregen in een toneelstuk, waarbij haar personage aan het eind van het stuk zelfmoord zou plegen.
Uit het rapport van de lijkschouwer bleek dat Entwistle is overleden door "een zelfmoordactie, waarbij ze meerdere fracturen in haar lichaam heeft opgelopen, evenals een verbrijzeld bekken. Het staat vast dat ze ondanks haar zware verwondingen nog geruime tijd heeft geleefd."
Peg Entwistle werd gecremeerd in Hollywood. In 1933 is de urn met haar as naar Glendale in Ohio overgebracht, waar deze is bijgezet in het familiegraf, naast haar vader.
De actrice Bette Davis heeft altijd haar bewondering geuit voor het toegewijde toneelspel van Peg Entwistle. In interviews gaf Davis vaak aan dat ze erg onder de indruk was van haar spel en dat ze net zo'n actrice zou willen zijn als zij.
- International Standard Name Identifier: 0000 0004 3072 9513
- Library of Congress Control Number: n2013059970
- Virtual International Authority File: 308180543
- WorldCat: E39PBJq6YhWcdXBBMfcM6r4H4q